# Blues
Blues ali bluz [blúz-] je glasbena zvrst, ki ima korenine na ameriškem jugu, kjer so temnopolti sužnji garali na poljih bombaža. Blues pentatonika je harmonija pesmi, ki so jih pele skupine obiralcev bombaža - da bi lažje prebrodili delovni dan. Ko je prišlo do odprave suženjstva leta 1838, se njihov položaj ni kaj dosti izboljšal. Bili še vedno revni in nihče si ni mogel kupiti dragega inštrumenta, kot je na primer klavir. Kitara je bila dostopna, zato so prve blues skladbe kitarske. V dvajsetem stoletju je popularizacija rock and roll glasbe prinesla tudi zanimanje belcev za korenine temnopolte glasbe oz. za blues. Kmalu so tudi beli glasbeniki začeli igrati blues - tipična blues pevka je bila Janis Joplin. Danes je to glasba, ki jo igrajo glasbeniki po vsem svetu - ne glede na raso, veroizpoved in narodnost.
Blues opisuje tako glasbeno obliko kot glasbeni žanr. Izvira iz afroameriških skupnosti konca 19. stoletja, za katere je bila značilna duhovnost, delavske pesmi, kriki, napevi in pripovedne balade. V osnovi je blues počasna in žlehtnobna glasba. Značilna za besedila je trivrstična shema: 
Vprašal sem to Špelo, če moje je srce..če mi z nasmehom ogreje srce.
vprašal sem jo, Špelo, če moje je srce...če mi z nasmehom ogreje srce.
nič mi ni rekla, špara besede, in jaz ne plačujem za njene zobe.
Bom zjutraj vstal in ometel in pospravil bom,
bom se zgodaj zjutraj zbudil in ometel in pospravil moj dom
ga maš tak rada, naj vzame to sobo, moj dom.

Shema je preprosta AAB. Prva vrstica povzema žalost. Druga vrstica povzema frustracijo. Tretja vrstica mora biti polna zlobe in bede. 
Prva in druga vrstica morajo biti skorajda enake, saj se ne pričakuje, da se bo prva vrstica dobro razumela, pričakuje pa se, da bo tretja vrstica najbolj čisto izražena in glasna.
Žanr temelji na blues obliki (najpogosteje 12 taktni), a vsebuje tudi druge elemente; na primer specifična besedila in instrumente. Blues lahko razdelimo na več podzvrsti, ki variirajo vse od country (podeželske) glasbe do urbanega bluesa. Podzvrsti so bile priljubljene skozi celotno 20. stoletje. Najbolj znani stili so Delta, Piedmont, Jump in Chicago blues. Druga svetovna vojna je blues zaznamovala s prehodom iz akustičnega do električnega bluesa, pa tudi pa s širjenjem občinstva, predvsem med belopolto poslušalstvo. V 60. in 70. letih dvajsetega stoletja se je razvil tudi blues rock.
Termin blues se preko besedne zveze blue devils navezuje na melanholijo in žalost. V delih, ki so vsebovala ti besedi, fraza pogosto opisuje depresivno (žalostno) razpoloženje. Blues kot glasbena zvrst ima podobno shemo kot jazz v smislu izrabe solov in sodelovanja glasbil, a je glasba za potrebe vokalnih nastopov težka in melodramatična, kar je vidno drugače od povprečne himne, vokalno se razlikuje tudi od jazz petja, saj se ne pričakuje jasno izgovorjavo, raskav glas, niti ni potrebna močna naslomba na vokale, ki je sicer značilna za jazz. V osnovi je blues absurdno enostavna redukcija življenjske zgodbe v kitico in je zato v marsičem lirično nesmiselna. Poslušati blues je akt solidarnosti, glasbenik je torej samo tisti, ki najbolje zaigra tisto, kar vse boli. V tem smislu je Rythm&Blues bil naravno pospeševanje glasbe in dvigovanje produkcijskih standardov z več inštrumenti in hitrejšim in doslednejšim tempom, bobni, beatom. 
V Sloveniji poznamo Prismojene profesorje bluesa, v jazz nastopih pa se je dolga leta uporabljalo blues kot poživitev jazz inštrumentalnih nastopov. 

## Temnopolti pionirji bluesa
- Robert Johnson
- Blind Blake
- Bessie Smith
- Muddy Waters
- B.B.King
- John Lee Hooker
- Willie Dixon

## Beli izvajalci bluesa
- Stevie Ray Vaughan
- Rory Gallagher
- Johnny Winter
- Eric Clapton
- ZZ Top

## Slovenski blues kitaristi
- Janez Zmazek - Žan
- Blaž Kučuk
- Zoran Crnkovič
- Brane Mihajlović Kosta
- Marjan Hladnik
- Slaven Kalebić

## Slovenske blues skupine
- Bluesteam
- EMŠO BLUES BAND
- DaBlaBlues
- Mojo Hand
- Prismojeni profesorji bluesa

## Kitarska tehnika
Blues pentatonika je na videz enostavna harmonija. Gre pa za nekaj, kar se ne da naučiti : občutek, ki je prirojen. Lep primer je Billy Gibbons, ki igra minimalistično, le z nekaj toni - a neponovljivo. Zato je blues tehnika najlažja in najtežja kitarska tehnika hkrati.

## Blues v popularni kulturi
Podobno kot jazz, rock and roll, heavy metal, hip hop, reggae, country in pop glasba je bil tudi blues pogosto dojet kot hudičeva glasba, ter posledično tarča obsojanj, da spodbuja nasilje in neprimerno vedenje. Na začetku 20. stoletja je bil na slabem glasu, predvsem ko ga je začelo poslušati tudi belopolto prebivalstvo. W.C Handy je bil prvi, ki je začel popularizirati z bluesom navdihnjeno glasbo med belopoltimi Američani. 
Tudi v kasnejših letih so številni poskušali popularizirati blues; Martin Scorsese je s Clintom Eastwoodom in Wimom Wendersem posnel serijo dokumentarcev imenovanih Blues (The Blues). Sodeloval je tudi pri nastajanju kompilacije najpomembnejših blues izvajalcev.
Blues s poudarjeno ritmično podlago šteje za Rythm'n'blues, kar je predhodnica rocka, v upočasnjeni verziji pa tudi reggae. Blues je predvsem glasba trpljenja in muke, besedila niso navdihujoča, temveč mrzka, nezadovoljna, polna strasti do življenja in prebijanja nemogočih razmer. Ker je glasba počasna, z močnim poudarkom na izvajalcu. so pesmi zelo različne z interpretacijo. Pomembna podpornika glasbe sta bila tudi Dan Ackroyd in James Belushi, ki sta izoblikovala lika Blues Brothers, s katerimi sta ponujala turneje mnogih glasbenim veteranom. Nedavno je podobno turnejo populiziranja izvedel Hugh Laurie.
| Naslov                                      | Prvič odigral                              | Leto | Posnel in objavil prvič |
| ------------------------------------------- | ------------------------------------------ | ---- | --- |
| "Ain't Nobody's Business"                   | Anna Meyers with the Original Memphis Five | 1922 | - Jimmy Witherspoon (1949) - H2O feat. Billie (1996 as "Nobody's Business")                                                         |
| "All Your Love (I Miss Loving)"             | Otis Rush                                  | 1958 | — |
| "Baby, Please Don't Go"                     | Big Joe Williams                           | 1935 | - The Orioles (1952) - Them (1964) - Amboy Dukes (1968) - AC/DC (1975)                                                              |
| "Baby What You Want Me to Do"               | Jimmy Reed                                 | 1960 | - Jimmy Reed (1960) - Etta James (1964)                                                                                             |
| "Blues with a Feeling"                      | Rabon Tarrant                              | 1947 | Little Walter (1953) |
| "Boom Boom"                                 | John Lee Hooker                            | 1962 | - John Lee Hooker (1962) - The Animals (1964)                                                                                       |
| "Born Under a Bad Sign"                     | Albert King                                | 1967 | - Albert King (1967) - William Bell (1969)                                                                                          |
| "Caldonia"                                  | Louis Jordan                               | 1945 | - Louis Jordan (1945) - Erskine Hawkins (1945) - Sugar Chile Robinson (1949) - James Brown (1964)                                   |
| "Catfish Blues"                             | Robert Petway                              | 1941 | Muddy Waters (1951 "Still a Fool")                                                                                                  |
| "Crosscut Saw"                              | Tommy McClennan                            | 1941 | Albert King (1967) |
| "Crossroads"                                | Robert Johnson                             | 1936 | Cream (1969) |
| "Don't You Lie to Me"                       | Tampa Red                                  | 1940 | — |
| "Driftin' Blues"                            | Johnny Moore's Three Blazers               | 1945 | - Johnny Moore's Three Blazers (1945) - Bobby Bland (1968)                                                                          |
| "Dust My Broom"                             | Robert Johnson                             | 1936 | Elmore James (1952) |
| "Every Day I Have the Blues"                | Pinetop Sparks                             | 1935 | - Lowell Fulson (1950) - Joe Williams (1952 & 1955) - B.B. King (1955) - Billy Stewart (1966)                                       |
| "Farther Up the Road"                       | Bobby Bland                                | 1957 | Bobby Bland (1957) |
| "Five Long Years"                           | Eddie Boyd                                 | 1952 | - Eddie Boyd (1952) - Junior Parker (1959)                                                                                          |
| "Forty-Four"                                | Roosevelt Sykes                            | 1929 | — |
| "Goin' Down Slow"                           | St. Louis Jimmy Oden                       | 1941 | Bobby Bland (1974) |
| "Good Morning Little Schoolgirl"            | Sonny Boy Williamson I                     | 1937 | Smokey Hogg (1950 as "Little School Girl")                                                                                          |
| "Got My Mojo Working"                       | Muddy Waters                               | 1956 | Jimmy Smith (1966) |
| "Help Me"                                   | Sonny Boy Williamson II                    | 1963 | Sonny Boy Williamson II (1963) |
| "Hide Away"                                 | Freddie King                               | 1961 | - Freddie King (1961) - King Curtis (1964)                                                                                          |
| "Hoochie Coochie Man"                       | Muddy Waters                               | 1954 | - Muddy Waters (1954) - Jimmy Smith (1966)                                                                                          |
| "How Long Blues"                            | Leroy Carr & Scrapper Blackwell            | 1928 | — |
| "I Can't Quit You Baby"                     | Otis Rush                                  | 1956 | Otis Rush (1956) |
| "I'm a Man"                                 | Bo Diddley                                 | 1955 | - Bo Diddley (1955) - Muddy Waters (1955 as "Mannish Boy") - The Yardbirds (1965)                                                   |
| "I'm Ready"                                 | Muddy Waters                               | 1954 | Muddy Waters (1954) |
| "It Hurts Me Too"                           | Tampa Red                                  | 1940 | - Tampa Red (1949 as "When Things Go Wrong") - Elmore James (1965)                                                                  |
| "Kansas City"                               | Little Willie Littlefield                  | 1952 | - Wilbert Harrison (1959) - Little Richard (1959) - Hank Ballard & the Midnighters (1959) - Trini Lopez (1963) - James Brown (1967) |
| "Key to the Highway"                        | Charlie Segar                              | 1940 | Little Walter (1958) |
| "Killing Floor"                             | Howlin' Wolf                               | 1964 | — |
| "Little Red Rooster"                        | Howlin' Wolf                               | 1961 | - Sam Cooke (1963) - The Rolling Stones (1964)                                                                                      |
| "Mean Old World"                            | T-Bone Walker                              | 1942 | Little Walter (1953) |
| "My Babe"                                   | Little Walter                              | 1955 | - Little Walter (1955) - Roy Head (1966) - Willie Mitchell (1969)                                                                   |
| "Nobody Knows You When You're Down and Out" | Bessie Smith                               | 1929 | - Nina Simone (1960) - Bobby Womack (1973 as "Nobody Wants You When You're Down and Out")                                           |
| "Reconsider Baby"                           | Lowell Fulson                              | 1954 | Lowell Fulson (1954) |
| "Rock Me Baby"                              | Lil' Son Jackson                           | 1950 | B.B. King (1964) |
| "Rollin' and Tumblin'"                      | Hambone Willie Newbern                     | 1929 | - Canned Heat (1967) - Johnny Winter (1969)                                                                                         |
| "See See Rider"                             | Ma Rainey                                  | 1924 | - Bea Booze (1942) - Chuck Willis (1957 as "C.C. Rider") - LaVern Baker (1962) - Bobby Powell (1965) - The Animals (1966)           |
| "Sitting on Top of the World"               | Mississippi Sheiks                         | 1930 | — |
| "The Sky Is Crying"                         | Elmore James                               | 1960 | Elmore James (1960) |
| "Spoonful"                                  | Howlin' Wolf                               | 1960 | Etta James & Harvey Fuqua (1961) |
| "Stormy Monday"                             | T-Bone Walker                              | 1948 | - T-Bone Walker (1948) - Bobby Bland (1962) - Latimore (1973)                                                                       |
| "Sugar Mama"                                | Tampa Red                                  | 1934 | — |
| "Sweet Home Chicago"                        | Robert Johnson                             | 1936 | Junior Parker (1958) |
| "Sweet Little Angel"                        | Lucille Bogan                              | 1930 | B.B. King (1956) |
| "That's All Right"                          | Jimmy Rogers                               | 1950 | — |
| "The Things That I Used to Do"              | Guitar Slim                                | 1953 | - Guitar Slim (1953) - James Brown (1964)                                                                                           |
| "The Thrill Is Gone"                        | Roy Hawkins                                | 1951 | - Roy Hawkins (1951) - B.B. King (1970) - Aretha Franklin (1970)                                                                    |
| "Trouble in Mind"                           | Bertha "Chippie" Hill                      | 1926 | - Dinah Washington (1952) - Nina Simone (1961)                                                                                      |
| "Walkin' Blues"                             | Robert Johnson                             | 1936 | Muddy Waters (1948 as "I Feel Like Going Home")                                                                                     |
| "Worried Life Blues"                        | Big Maceo                                  | 1941 | - Big Maceo (1945 as "Things Have Changed") - B.B. King (1970) - Junior Parker (1970)                                               |
| "You've Got to Love Her with a Feeling"     | Tampa Red                                  | 1938 | Freddie King (1961) |